# Stăncuța
Stăncuţa é uma comuna romena localizada no distrito de Brăila, na região de Muntênia. A comuna possui uma área de 261.99 km² e sua população era de 3696 habitantes segundo o censo de 2007.